# Jacek Naruniec
Jacek Krzysztof Naruniec (31 grudnia 1982 w Białymstoku) – polski inżynier informatyk, doktor habilitowany nauk technicznych. Adiunkt na Wydziale Elektroniki i Technik Informacyjnych Politechniki Warszawskiej.
W 2006 ukończył studia magisterskie na Wydziale Elektroniki i Technik Informacyjnych Politechniki Warszawskiej. Stopień doktorski z informatyki na tymże wydziale uzyskał w 2010 na podstawie pracy zatytułowanej Metody częstotliwościowo-przestrzenne w detekcji i śledzeniu charakterystycznych punktów twarzy, przygotowanej pod kierunkiem Władysława Skarbka, a w 2019 habilitował się, pisząc cykl publikacji pt. Metody, algorytmy i zastosowania analizy twarzy. W 2018 rozpoczął pracę w laboratorium Disney Research w Zurychu, gdzie zajmuje się zagadnieniami związanymi z analizą twarzy. Publikował prace w czasopismach, takich jak „Engineering Applications of Artificial Intelligence”, „IEEE Signal Processing Letters”, „International Journal of Electronics and Telecommunications” czy „IET Computer Vision”, a także na szeregu konferencji.